# Acosmium stirtonii
Acosmium stirtonii là một loài thực vật có hoa trong họ Đậu. Loài này được Aymard & V. González mô tả khoa học đầu tiên năm 2003.